# King's Bounty
King’s Bounty est un jeu vidéo de stratégie au tour par tour située dans un univers médiéval-fantastique développé et publié en 1990 par New World Computing. Il est considéré comme un des premiers jeux 4X et propose deux phases de jeu distinctes : une carte du monde, ou le joueur déplace son héros, et un plateau divisé en cases ou se déroulent les combats. Ce système inédit formera plus tard la base du système de jeu de Heroes of Might and Magic.
Le scénario met en scène un héros (le joueur a le choix entre un chevalier, un paladin, un sorcier ou un barbare) recueillant la « part du Roi » (the King’s bounty en anglais) chez une succession de vilains typiques de l'heroic fantasy. Chaque ennemi possède une partie d’un puzzle qui, une fois assemblé, révèle l’emplacement du « sceptre de l’ordre » qui a été dérobé. Avancer dans le jeu permet de gagner de la réputation auprès du roi, et donc de disposer de plus d'armées, afin de finir le jeu avant le nombre de tours imparti.
Le jeu a été porté sur Mega Drive en 1991 puis sur DOS en 1992.

## Accueil
| King’s Bounty   |      |       |
| Média           | Nat. | Notes |
| Dragon Magazine | GB   | 3/5   |
| Amiga Power     | GB   | 84 %  |
| Zzap!64         | GB   | 80 %  |